# Amanda (Filmpreis)/Bester norwegischer Film
Amanda: Bester norwegischer Film
Dies sind die Gewinner in der Kategorie Bester norwegischer Film (Beste norske kinofilm) seit der ersten Verleihung des nationalen norwegischen Filmpreises Amanda im Jahr 1985. Ausgezeichnet werden die besten norwegischen Filme des vergangenen Kinojahres.

## Preisträger
| Jahr | norwegischer Filmtitel       | deutscher Filmtitel                                 | Regisseur                          |
| ---- | ---------------------------- | --------------------------------------------------- | ---------------------------------- |
| 1985 | Orions belte                 | Gürtel des Orion                                    | Ola Solum                          |
| 1986 | Hustruer - ti år etter       |                                                     | Anja Breien                        |
| 1987 | X                            | X                                                   | Oddvar Einarson                    |
| 1988 | Veiviseren                   | Pathfinder                                          | Nils Gaup                          |
| 1989 | For harde livet              |                                                     | Sigve Endresen                     |
| 1990 | En håndfull tid              | Eine Handvoll Zeit                                  | Martin Asphaug                     |
| 1991 | Herman                       | Herman und der König von Belgien                    | Erik Gustavson                     |
| 1992 | Frida – med hjertet i hånden | Frida – mit dem Herzen in der Hand                  | Berit Nesheim                      |
| 1993 | keine Verleihung             | keine Verleihung                                    | keine Verleihung                   |
| 1994 | Hodet over vannet            | Ferien mit einer Leiche                             | Nils Gaup                          |
| 1995 | Eggs                         | Eierkopf                                            | Bent Hamer                         |
| 1996 | Kjærlighetens kjøtere        | Zero Kelvin                                         | Hans Petter Moland                 |
| 1997 | Budbringeren                 | Junk Mail – Wenn der Postmann gar nicht klingelt    | Pål Sletaune                       |
| 1998 | Salige er de som tørster     | Rache für meine Tochter – Selig sind die Dürstenden | Carl Jørgen Kiønig                 |
| 1999 | Bare skyer beveger stjernene | Nur Wolken bewegen die Sterne                       | Torun Lian                         |
| 2000 | S.O.S.                       |                                                     | Thomas Robsahm                     |
| 2001 | Heftig og begeistret         | Heftig und begeistert                               | Knut Erik Jensen                   |
| 2002 | Alt om min far               | Alles über meinen Vater                             | Even Benestad                      |
| 2003 | Salmer fra kjøkkenet         | Kitchen Stories                                     | Bent Hamer                         |
| 2004 | Buddy                        | Buddy                                               | Morten Tyldum                      |
| 2005 | Hawaii, Oslo                 | Hawaii, Oslo                                        | Erik Poppe                         |
| 2006 | Slipp Jimmy fri!             | Free Jimmy                                          | Cristopher Nielsen                 |
| 2007 | Reprise                      | Auf Anfang                                          | Joachim Trier                      |
| 2008 | Mannen som elsket Yngve      | Der Mann, der Yngve liebte                          | Stian Kristiansen                  |
| 2009 | Max Manus                    | Max Manus                                           | Joachim Rønning und Espen Sandberg |
| 2010 | Upperdog                     | Stadtneurosen                                       | Sara Johnsen                       |
| 2011 | Kongen av Bastøy             | King of Devil’s Island                              | Marius Holst                       |
| 2012 | Få meg på, for faen!         | Mach’ mich an, verdammt nochmal!                    | Jannicke Systad Jacobsen           |
| 2013 | Som du ser meg               | Wie du mich siehst                                  | Dag Johan Haugerud                 |
| 2014 | Tusen ganger godnatt         | Tausendmal gute Nacht                               | Erik Poppe                         |
| 2015 | Børning                      | Børning – The Fast & The Funniest                   | Hallvard Bræin                     |
| 2016 | Bølgen                       | The Wave – Die Todeswelle                           | Roar Uthaug                        |
| 2017 | Kongens nei                  | The King’s Choice – Angriff auf Norwegen            | Erik Poppe                         |
| 2018 | Hva vil folk si              | Was werden die Leute sagen                          | Iram Haq                           |
| 2019 | Ut og stjæle hester          | Pferde stehlen                                      | Hans Petter Moland                 |
| 2020 | Barn                         | Beware of the Children                              | Dag Johan Haugerud                 |
| 2021 | Kunstneren og tyven          | The Painter and the Thief                           | Benjamin Ree                       |
| 2022 | Verdens verste menneske      | Der schlimmste Mensch der Welt                      | Joachim Trier                      |
| 2023 | Ellos eatnu – La elva leve   | Ellos Eatnu – Let The River Flow                    | Ole Giæver                         |
| 2024 | Ibelin                       | Das fantastische Leben des Ibelin                   | Benjamin Ree                       |
| 2025 | Elskling                     | Loveable                                            | Lilja Ingolfsdottir                |